# Arcadia (Wisconsin)
Pour les articles homonymes, voir Arcadia.
Arcadia est une ville américaine située dans le comté de Trempealeau, au Wisconsin. Selon le recensement de 2010, sa population est de 2 925 habitants.